# Niegosy
Niegosy (wcześniej Szostki) – część wsi Kózki w Polsce położona w województwie warmińsko-mazurskim, w powiecie piskim, w gminie Biała Piska.
Miejscowość powstała w ramach kolonizacji Wielkiej Puszczy. Wcześniej był to obszar Galindii.  Wieś ziemiańska, dobra służebne w posiadaniu drobnego rycerstwa (tak zwani wolni, ziemianie w języku staropolskim), z obowiązkiem służby rycerskiej (zbrojnej).  W XV w. wieś wymieniana w dokumentach pod nazwą Scheschken, Schostzken, Niegosch.
Osada powstała przed wojną trzynastoletnią (1454-1466). Wieś służebna lokowana przez komtura Zygfryda Flacha von Schwartzburga w 1471 r., na 10 łanach na prawie magdeburskim, z obowiązkiem jednej służby zbrojnej. Przywilej otrzymał niejaki Niegosz w dobrach wcześniej zwanych Szostkami.